# Renita Grigorjeva
Renita Grigorjeva (russisk: Рени́та Андре́евна Григо́рьева) (født 13. juli 1931 i Moskva i Sovjetunionen, død 19. januar 2021 i Moskva i Rusland) var en sovjetisk filminstruktør, manuskriptforfatter og skuespillerinde.

## Filmografi
- Maltjiki (Мальчики, 1990)[1][2]